# (23115) Valcourt
Pour les articles homonymes, voir Valcourt.
(23115) Valcourt est un astéroïde de la ceinture principale d'astéroïdes.

## Description
(23115) Valcourt est un astéroïde de la ceinture principale d'astéroïdes. Il fut découvert le 3 janvier 2000 à Socorro (Nouveau-Mexique) par le projet LINEAR. Il présente une orbite caractérisée par un demi-grand axe de 3,19 UA, une excentricité de 0,18 et une inclinaison de 5,1° par rapport à l'écliptique.

## Compléments